# Vapor correo Reina Victoria Eugenia (1913)
El V.C. Reina Victoria Eugenia fue un gran buque transatlántico español de la Compañía Transatlántica, botado en 1912 y nombrado en honor de Victoria Eugenia de Battenberg, reina de España y esposa del rey Alfonso XIII. Prestó servicio desde 1913 hasta que fue requisado como barco prisión en 1934, quedando internado en Barcelona. Con el estallido de la Guerra Civil, siguió siendo utilizado con ese fin, junto a su gemelo el ahora Uruguay, y después como pontón. Ambos vapores fueron bombardeados e incendiados durante los ataques aéreos a la ciudad catalana a finales de la guerra, quedando semihundidos en el puerto hasta su reflote y desguace en 1945.
El Eugenia fue de los pocos buques transatlánticos españoles que no acabó hundido sino en el desguace, no tuvo accidentes graves y sobrevivió a la Primera Guerra Mundial, la guerra civil española y la Segunda Guerra Mundial; siendo todos estos sucesos que acabaron con muchos navíos de la Compañía Transatlántica y la Naviera Pinillos en el fondo del mar.

## Construcción

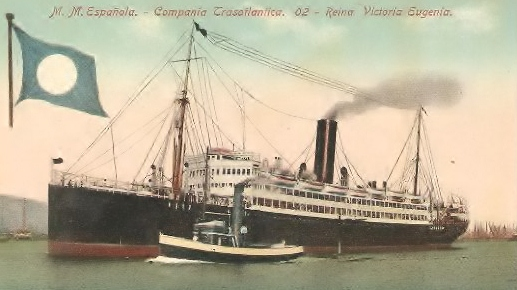
Postal coloreada del buque, en torno a 1914.

El vapor correo Reina Victoria Eugenia fue encargado el 4 de septiembre de 1911 a Swan Hunter & Wigham Richardson, en Wallsend-on-Tyne, Inglaterra. Era el buque gemelo del Infanta Isabel de Borbón, construido en Escocia siguiendo los mismos planos, y presentando mínimas diferencias, como las barandillas del castillo de proa y la altura de sus chimeneas. 
El Reina Victoria Eugenia contaba con dos motores de cuádruple expansión, que le permitían una velocidad de crucero superior a los 18 nudos. Fue diseñado para la ruta entre Barcelona-Montevideo-Buenos Aires, conforme a las leyes de emigración italianas. Estaba configurado inicialmente para llevar a bordo poco más de 2000 pasajeros en cuatro clases (250 en primera, 100 en segunda, 75 en tercera preferente y 800 en emigrante), aunque los datos varían según las fuentes. Según la revista La Vida Marítima, en 1912 indicaba 146 en primera, 86 en segunda y 1800 en tercera.Según Engineering de 1913, el navío tenía capacidad para 204 en clase especial, 46 de primera clase especial alternativa, 100 de primera clase, 82 de segunda y 1.644 en emigrante. El equipamiento de seguridad consistía en un bote salvavidas a vapor, 15 botes salvavidas de tres tamaños y 14 botes plegables, de las casas Englehardt y Berthon.
Este buque, como otros grandes vapores españoles construidos en el periodo 1909-1914, fue el resultado del impulso de la construcción naval y el comercio marítimo que propició la Ley de 1909 de Protección de las Industrias y Comunicaciones Marítimas, que aprobó el gobierno de Antonio Maura. Fue botado el 26 de septiembre de 1912.

## En servicio
La nave fue asignada a la lucrativa ruta España-América del Sur, realizando una singladura mensual desde Barcelona a Montevideo y Buenos Aires, con numerosas escalas intermedias. El viaje inaugural tuvo lugar el 15 de marzo de 1913. La prensa de la época recoge de forma entusiasta la calidad tecnológica y el lujo de los alojamientos de primera clase del transatlántico: el recibidor, de 13 metros de ancho, la sala de música, el comedor de primera clase estilo Luis XVI, el gimnasio y otras comodidades que situaban a este vapor a la altura y por encima de la mayoría de las grandes compañías europeas, a excepción de los supertransatlánticos británicos y alemanes.
En 1914, se añadió un acristalamiento a ambos transatlánticos, que cerraba el frontal de la cubierta de paseo superior y el de la de botes. También, la baranda del puente de mando, en color madera, se pintó en blanco.

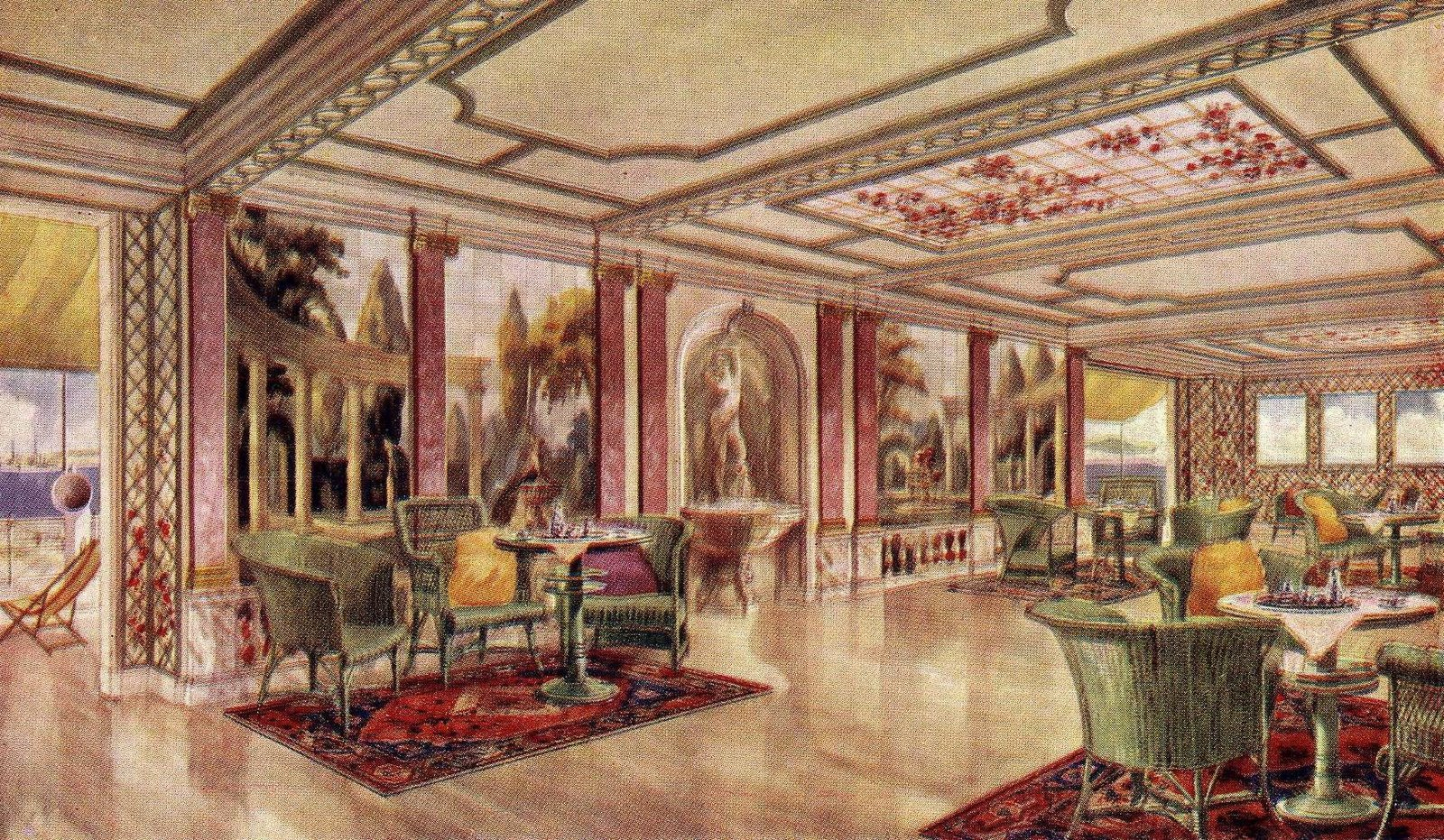
Ilustración del Café Verandah a bordo del Reina Victoria Eugenia, del Libro de información para el pasajero de 1913. Obsérvese el lujo de las instalaciones.

El estallido de la I Guerra Mundial no afectó de manera apreciable la actividad de la Cª. Transatlántica ni de sus buques. Al ser España neutral en este conflicto, el Reina Victoria Eugenia pasó a lucir grandes banderas de la Marina Mercante Española pintadas en su casco, para evitar ser confundido con buques beligerantes.
No obstante, en 1918, el almirantazgo británico interceptó y obligaó a fondear en Gibraltar al Reina Victoria Eugenia puesto que a bordo iban dos súbditos alemanes en edad militar, lo que violaba las convenciones firmadas entre el Reino Unido y España, que permanecía neutral en el conflicto. El Foreing Office instó a la Cª Transatlántica a dar cuenta de este tipo de situaciones con antelación para no ser excluida de la lista blanca es decir, mantenerse operativa y ser considerada neutral en el bloqueo continental. En noviembre de 1918 participó en las labores de rescate del buque alemán Teresa Horn. En 1920, en ruta de Montevideo a Buenos Aires, fue abordado por el barco noruego Terrier.
El vapor, como ocurría con muchos otros, transportó a varias personalidades empresariales y culturales de la época. Se puede señalar al escritor argentino José Luis Borges del que se conserva una carta a su amigo el pintor y poeta Jacobo Sureda escrita a bordo en 1921. En la misma travesía, Borges escribió al poeta Kurt Heynicke otra misiva, también conservada. El cantante Carlos Gardel también viajó a bordo en 1926, de Barcelona a Buenos Aires.

## Guerra Civil y destrucción
En 1931, durante la II República Española fue rebautizado como Argentina, a la par que su gemelo que ahora se llamaría Uruguay, para eliminar cualquier referencia a la monarquía. 
Con el cambio de la legislación en 1933 que exigía mayor espacio por pasajero, quedó configurado para 121 pasajeros en primera, 112 en segunda y 728 en tercera, desapareciendo las denominaciones de tercera preferente y emigrante.
En 1934 el gobierno requisó el buque para servir de cárcel, permaneciendo amarrado en el puerto de Barcelona junto a su gemelo Uruguay y el Manuel Arnús, otro antiguo transatlántico. Allí les sorprendió la guerra civil española, quedando convertidos en checas. El Arnús, sin embargo, zarparía dirección La Habana. Sufrieron los bombardeos del bando nacional, sufriendo importantes daños. En 1939 los hermanos se usaron como pontones, y durante este año sufrieron ataques aún mayores, que terminaron por incendiarlos y volcarlos. Junto a otros buques naufragados en el puerto, como el Villa de Madrid, los Argentina y Uruguay fueron rescatados y desguazados finalmente en Bilbao en 1945.

## Maquetas del buque
El Pabellón de la Navegación de Sevilla expone una maqueta de grandes dimensiones donde podemos ver el interior del barco. En esta maqueta, el Reina Victoria Eugenia se muestra en su configuración original de 1913, sin el acristalamiento de proa.

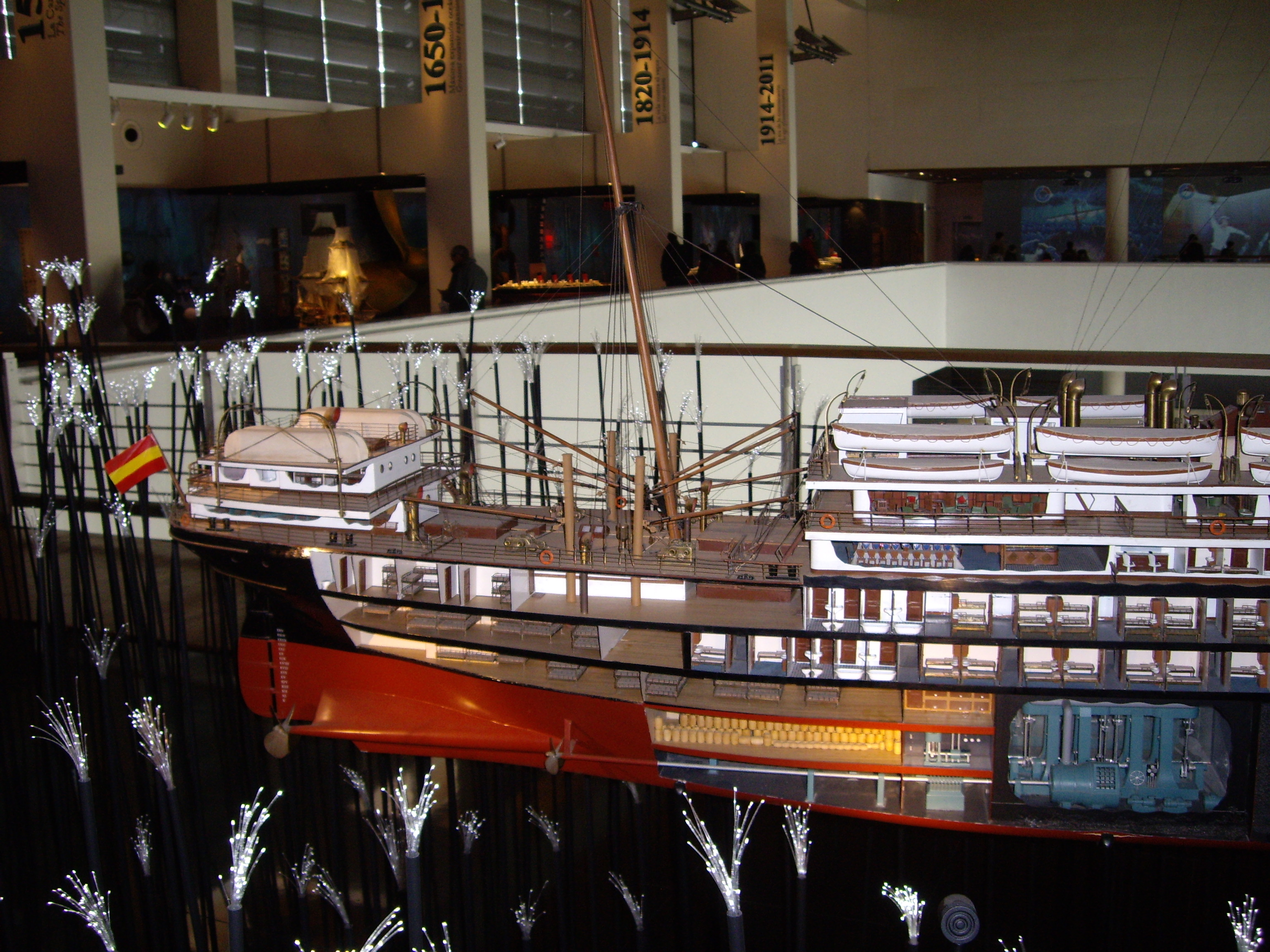
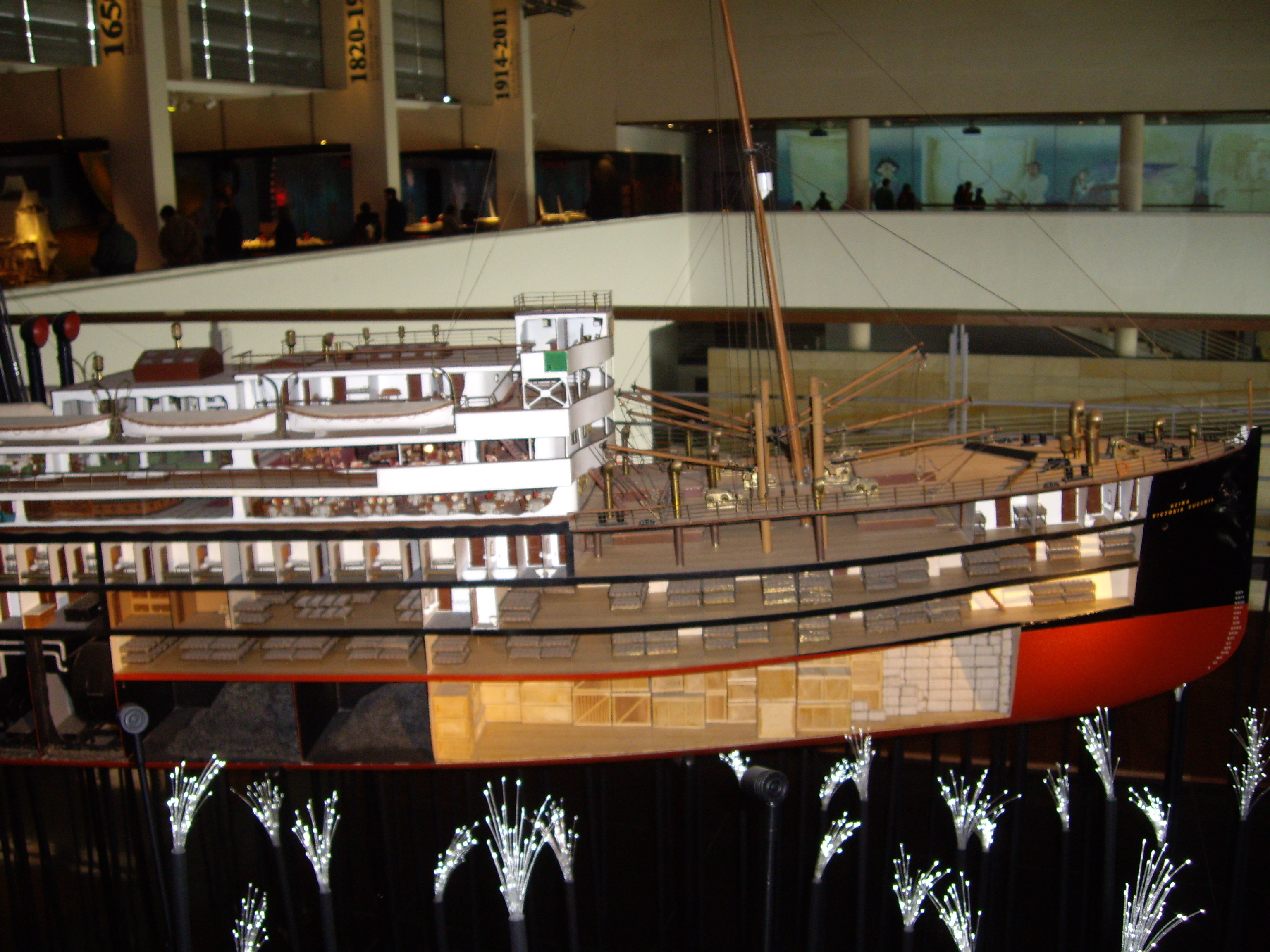
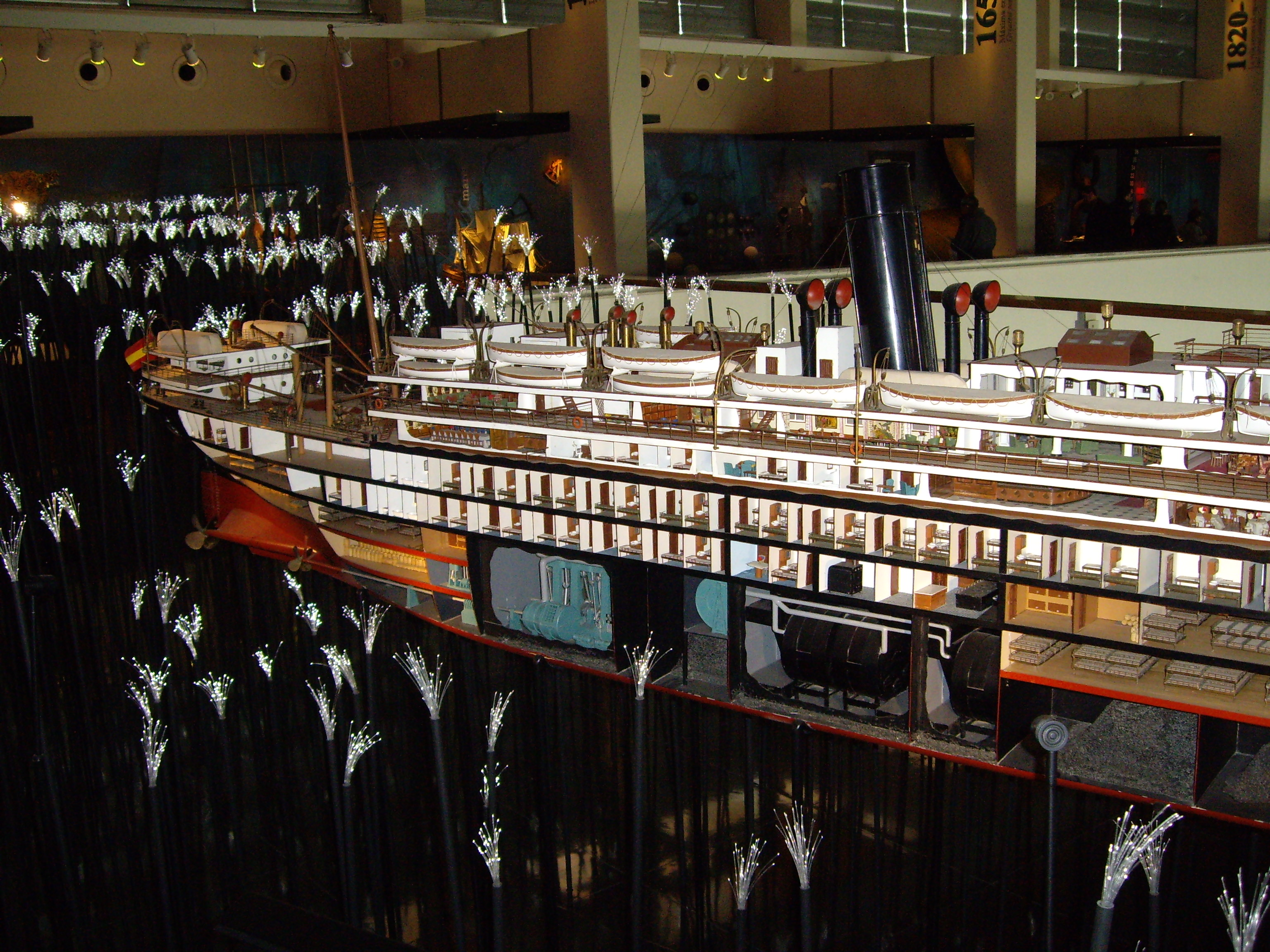

## Otros vapores españoles de la época
- Príncipe de Asturias
- Valbanera
- Infanta Isabel
- Infanta Isabel de Borbón
- Patricio de Satrústegui
- Carlos de Eizaguirre